# Yongfeng (sockenhuvudort i Kina, Jiangxi Sheng, lat 28,42, long 118,21)
Yongfeng (kinesiska: 永丰) är en sockenhuvudort i Kina. Den ligger i provinsen Jiangxi, i den sydöstra delen av landet, omkring 230 kilometer öster om provinshuvudstaden Nanchang. Antalet invånare är 32 984. Befolkningen består av 16 071 kvinnor och 16 913 män. Barn under 15 år utgör 29,0 %, vuxna 15-64 år 63 %, och äldre över 65 år 7,0 %.
Runt Yongfeng är det tätbefolkat, med 511 invånare per kvadratkilometer. Närmaste större samhälle är Wucun, 10,8 km nordost om Yongfeng. Trakten runt Yongfeng består till största delen av jordbruksmark.
Genomsnittlig årsnederbörd är 2 682 millimeter. Den regnigaste månaden är juni, med i genomsnitt 514 mm nederbörd, och den torraste är oktober, med 39 mm nederbörd.